# Ledra Palace Hotel
Ledra Palace Hotel – hotel zlokalizowany w centrum Nikozji, stolicy Cypru. Do 1974 roku był jednym z największych i najbardziej prestiżowych hoteli w mieście, obecnie pełni rolę placówki do spotkań dyplomatycznych i przejścia granicznego.

## Historia działalności jako hotel
Ledra Palace Hotel został zaprojektowany przez niemieckiego architekta żydowskiego pochodzenia, Benjamina Günsberga. Wybudowano go w latach 1947-1949. Inwestycji dokonała firma Cyprus Hotels Limited, a koszt wyniósł około 240 000 funtów cypryjskich. Otwarcie hotelu miało miejsce 8 października 1949 w obecności brytyjskiego gubernatora, Andrew Wrighta i wiceburmistrza Nikozji, George Pouliosa. Początkowo mieściły się tam 94 pokoje (150 łóżek) w luksusowym standardzie. Każdy pokój miał dostęp do ciepłej i zimnej wody, centralnego ogrzewania i telefonu. Ponadto na terenie hotelu znajdowały się sala konferencyjna, czytelnia, taras i sala balowa z orkiestrą. Znajdowały się tam też dwie restauracje, dwa bary i kawiarnia. Obok budynku znajdował się należący do kompleksu ogród, w którym mieściły się basen (wybudowany w 1964), brodzik, plac zabaw dla dzieci i korty tenisowe. W latach 1967–1968 dobudowano dwa piętra, co zwiększyło liczbę pokojów do 200 i liczbę łóżek do 320.

## Dalsze losy
Po wprowadzeniu strefy buforowej (zielonej linii) w 1974 roku, obiekt ten znalazł się w granicach strefy zdemilitaryzowanej i zaczął służyć jako kwatera Sił Pokojowych Organizacji Narodów Zjednoczonych na Cyprze (UNFICYP). Ponadto, odbywały się tu liczne spotkania wysokiego szczebla pomiędzy władzami Cypru Tureckiego i Greckiego. Było to miejsce, w którym prowadzono rokowania pokojowe dotyczące Cypru, w których brali udział również przedstawiciele międzynarodowych organizacji (takich jak Fundacja Fulbrighta, Institute of Multi-track Diplomacy czy Agencja Stanów Zjednoczonych ds. Rozwoju Międzynarodowego – USAID) oraz lokalnych ugrupowań (np. Grupa Liderów ds. Rozwiązywania Konfliktów na Cyprze).
Od 2004 roku kompleks Ledra Palace Hotel jest jednym z miejsc, w którym można przekroczyć linię demarkacyjną pomiędzy terenami kontrolowanymi przez Republikę Cypryjską a Turecką Republiką Cypru Północnego.